# 透明盲鼬䲁
透明渊鼬鳚（学名：Barathronus diaphanus）为胶鼬鳚科渊鼬鳚属的鱼类，俗名盲鼬。分布于帝汶海、安达曼群岛及东非沿岸以及海南岛东水深约1100米的海区等，属于西太平洋及印度洋水深约918-1728米底为软泥海区的小型底层鱼类。该物种的模式产地在帝汶海。